# Jordánia vasúti közlekedése
Jordánia vasúthálózatának hossza 507 km, 1050 mm nyomtávú. Villamosított vonala nincs. Az ország legfontosabb vonala a Hejaz vasútvonal, amelyen rendszeres nagy mennyiségű foszfát szállítása zajlik.

## Járműállomány
Jordániának az alábbi dízelmozdonyai voltak 2010-ben:

### Jordan Hedjaz Railway
| Sorozat  | Tengelyelrendezés | Darabszám | Forgalomba állás | Teljesítmény (kW) | Max. sebesség (km/h) | Gyártó |
| -------- | ----------------- | --------- | ---------------- | ----------------- | -------------------- | ------ |
| HJR 23   | 1'D1'             | 1         | 1951             |                   |                      |        |
| HJR 51   | 1'D1'             | 1         | 1955             |                   |                      |        |
| HJR 61   | 1'C1't            | 1         | 1956             |                   |                      |        |
| HJR 71   | 1'D1'             | 1         | 1955             |                   |                      |        |
| HJR 82   | 2'C1'             | 2         | 1953             |                   |                      |        |
| HJR U10B | A1A'A1A´          | 3         | 1976             | 710               | 120                  | GE     |

### Aquaba Railway Company
| Sorozat   | Tengelyelrendezés | Darabszám | Forgalomba állás | Teljesítmény (kW) | Max. sebesség (km/h) | Gyártó |
| --------- | ----------------- | --------- | ---------------- | ----------------- | -------------------- | ------ |
| ARC UL17C | Co'Co'            | 10        | 1974             | 1305              | 120                  | GE     |
| ARC U18C  | Co'Co'            | 3         | 1977             | 1380              | 120                  | GE     |
| ARC U20C  | Co'Co'            | 18        | 1980             | 1600              | 120                  | GE     |
| ARC C24   | Co'Co'            | 4         | 2007             |                   | 120                  | GE     |

## Vasúti kapcsolata más országokkal
- Szíria - van, de eltérő a nyomtáv: 1050 mm / 1435 mm
- Szaúd-Arábia - építés alatt
- Egyiptom - nincs
- Izrael - nincs
- Palesztina - nincs
- Irak - nincs